# 1384 Kniertje
1384 Kniertje је астероид главног астероидног појаса. Приближан пречник астероида је 27,51 ,
а средња удаљеност астероида од Сунца износи 2,676 астрономских јединица (АЈ).
Инклинација (нагиб) орбите у односу на раван еклиптике је 11,851 степени, а орбитални период износи 1599,657 дана (4,379 године). Ексцентрицитет орбите астероида износи 0,181.
Апсолутна магнитуда астероида износи 9,70 а геометријски албедо 0,307.
Астероид је откривен 9. септембра 1934. године.